# Yuki Yokosawa
Yuki Yokosawa (Japans: 横澤 由貴, Yokosawa Yuki) (Ogo, 29 oktober 1980) is een voormalig judoka uit Japan, die haar vaderland vertegenwoordigde bij de Olympische Spelen 2004 in Athene. Daar won ze de zilveren medaille in de klasse tot 52 kilogram. In de finale moest de Japanse haar meerdere erkennen in de Chinese Xian Dongmei.

## Erelijst

### Olympische Spelen
- 2004 –  Athene (– 52 kg)

### Wereldkampioenschappen
- 2003 –  Osaka (– 52 kg)
- 2005 –  Cairo (– 52 kg)